# 森山武彦

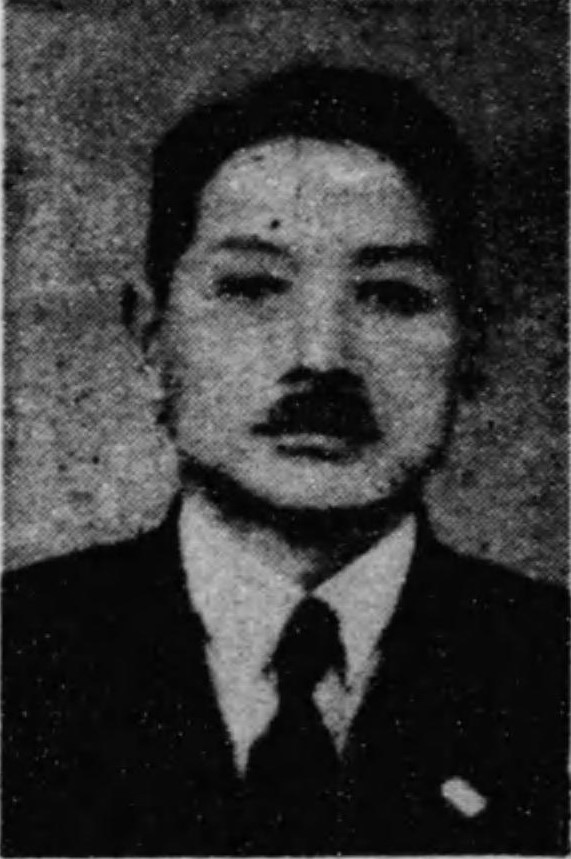
森山武彦

森山 武彦（もりやま たけひこ、1898年（明治31年）10月31日‐ 1964年（昭和39年）4月3日） は、昭和期の実業家、政治家。衆議院議員。

## 経歴
宮崎県北諸県郡都城町（現都城市）で生まれた。1920年（大正9年）法政大学専門部法律科を卒業。
東京市、都城市に森山航空精工所を設置して経営を行った。その後、木材業を営んだ。
1936（昭和11年）2月の第19回衆議院議員総選挙で宮崎県全県区から中立で立候補したが、最下位で落選。戦後、1946（昭和21年）4月の第22回衆議院議員総選挙に宮崎県全県区から日本社会党公認で立候補したが落選。1947（昭和22年）4月の第23回総選挙で宮崎県第2区から出馬して当選し、衆議院議員に1期在任した。革新系地方政党の労働者農民党の結成に参画し、1949年（昭和24年）1月の第24回総選挙に立候補したが落選した。